# Onypterygia
Onypterygia is een geslacht van kevers uit de familie van de loopkevers (Carabidae). De wetenschappelijke naam van het geslacht is voor het eerst geldig gepubliceerd in 1831 door Dejean.

## Soorten
Het geslacht Onypterygia omvat de volgende soorten:
- Onypterygia aeneipennis Chaudoir, 1878
- Onypterygia amecameca Whitehead & Ball, 1997
- Onypterygia angustata Chevrolat, 1835
- Onypterygia atoyac Whitehead & Ball, 1997
- Onypterygia batesi Whitehead & Ball, 1997
- Onypterygia championi Bates, 1882
- Onypterygia chrysura Bates, 1882
- Onypterygia crabilli Whitehead & Ball, 1997
- Onypterygia cupricauda Casey, 1920
- Onypterygia cyanea Chaudoir, 1878
- Onypterygia donato Ball & Shpeley, 1992
- Onypterygia exeuros Whitehead & Ball, 1997
- Onypterygia famini Solier, 1835
- Onypterygia fulgens Dejean, 1831
- Onypterygia hoepfneri Dejean, 1831
- Onypterygia iris Chaudoir, 1863
- Onypterygia kathleenae Whitehead & Ball, 1997
- Onypterygia longispinis Bates, 1882
- Onypterygia pacifica Whitehead & Ball, 1997
- Onypterygia pallidipes Chaudoir, 1878
- Onypterygia perissostigma Whitehead & Ball, 1997
- Onypterygia polytreta Whitehead & Ball, 1997
- Onypterygia pseudangustata Whitehead & Ball, 1997
- Onypterygia pusilla Chaudoir, 1878
- Onypterygia quadrispinosa Bates, 1882
- Onypterygia rawlinsi Whitehead & Ball, 1997
- Onypterygia rubida Bates, 1884
- Onypterygia sallei Chaudoir, 1863
- Onypterygia scintillans Whitehead & Ball, 1997
- Onypterygia shpeleyi Whitehead & Ball, 1997
- Onypterygia stenapteryx Whitehead & Ball, 1997
- Onypterygia striblingi Whitehead & Ball, 1997
- Onypterygia tricolor Dejean, 1831
- Onypterygia wappesi Whitehead & Ball, 1997